# Galižana
Galižana (tal. Gallesano) je naselje u Republici Hrvatskoj, u sastavu Grada Vodnjana, Istarska županija.

## Stanovništvo
Prema popisu stanovništva iz 2001. godine, naselje je imalo 1349 stanovnika te 455 obiteljskih kućanstava.
| broj stanovnika | 823   | 1037  | 1200  | 1373  | 1836  | 2581  | 2409  | 2514  | 1303  | 1043  | 1949  | 2030  | 1142  | 1248  | 1349  | 1501  | 1620  |
|                 | 1857. | 1869. | 1880. | 1890. | 1900. | 1910. | 1921. | 1931. | 1948. | 1953. | 1961. | 1971. | 1981. | 1991. | 2001. | 2011. | 2021. |

## Povijest
Galižana datira još iz prapovijesnog razdoblja, a za vrijeme Rimljana, bila je centar pulskog kolonijalnog agera gdje su se ukrštavale rimske ceste, dekumanova i cardo maximus.
U razdoblju feudalizma, već od 9. stoljeća, Galižana biva pod upravom pulskih biskupa koji su posjedovali zemljišta i prava ubiranja desetina.
Godine 1150., naziv se mijenja u Galisanum, pa u Golisani, a 1303. spominje se naziv Calisanum, dok je latinska inačica naselja Gallicianum.
Nad vratima galižanske župne crkve (1613.) posvećene sv. Roku (1295. – 1327.), sačuvan je grb s propetim lavom, vjerojatno znak pulskog biskupa Giulija Saracena koji je 1634. posvetio crkvu.
Samostojeći zvonik, visok 36 m, izgrađen je u 17. stoljeću, dok snažniji ekonomski i kulturni razvoj započinje 1815. godine izgradnjom pruge Pula-Trst koja prolazi kroz Galižanu.

## Kultura
Anelidi, zabavno-glazbeni sastav